# Zermou
Zermou este o comună rurală din departamentul Mirriah, regiunea Zinder, Niger, cu o populație de 17.818 locuitori (2001).